# Brookhaven (New York)
Pour les articles homonymes, voir Brookhaven.
Brookhaven est la ville (town) la plus importante du comté de Suffolk sur l’île de Long Island, dans l'État de New York, aux États-Unis. Sa population, au recensement de 2010, comptait 486 364 habitants.
Sa superficie de 1 376,6 km2 s'étend de la côte nord de l'île baigné par le Long Island Sound à la côte sud formé par la Fire Island donnant sur l'océan Atlantique.
Habitée à l'origine par des tribus de langues algonquiennes, les Setauket et les Unkechaug, la région vit l'arrivée des premiers colons anglais vers 1640 qui achetèrent les premières terres aux indiens en 1655. Ces premiers habitants européens se livraient à l'élevage, à la pêche et à la chasse à la baleine.
La ville abrite l'un des campus de l'université d'État de New York, celui de Stony Brook.
Le Laboratoire national de Brookhaven spécialisé en physique nucléaire, se trouve au hameau d'Upton.